# Steph Catley
Stephanie-Elise Catley (født 26. januar 1994) er en australsk professionel fodboldspiller, der spiller som forsvarsspiller for Arsenal og det australske landshold.